# Ano Turtiainen
Pour les articles homonymes, voir Turtiainen.
Ano Veli Samuel Turtiainen (né le 25 août 1967 à Sääminki) est un haltérophile, un entrepreneur et un homme politique finlandais,,.

## Politique
Ano Turtiainen a été élu au conseil municipal de Juva en tant que représentant du Parti des Finlandais aux élections municipales finlandaises de 2017.
Il a déclaré dans le magazine Itä-Savo (fi) qu'il visait un « modèle américain » dans la vie professionnelle finlandaise et dans la société en général.
Aux élections législatives finlandaises de 2019, il a été élu député de la circonscription de Finlande du Sud-Est avec 3 264 voix.
En janvier 2020, il a été révélé qu'Ano Turtiainen avait facturé au Parlement des indemnités kilométriques non imposables l'année précédente, même en cas d'arrêt de maladie. 
Le même mois, l'inspecteur en chef Jari Taponen a annoncé qu'il porterait plainte pénale contre Turtiain. 
Dans un débat en ligne sur la liberté d'expression, Ano Turtiainen avait considéré Jari Taponen comme représentant un « groupe de fauteurs de troubles ».
Le procureur a considéré cet avis comme une critique des actions de Jari Taponen et a pris la décision de mettre fin à l'enquête préliminaire.
Ano Turtiainen a menacé de violence ses collègues du Parlement de Finlande, a accusé un ministre de génocide, a incité à la troisième guerre mondiale et a exhorté le peuple à s'armer.